# Lavoir de Cussey-sur-Lison
Le lavoir de Cussey-sur-Lison est une fontaine-lavoir située à Cussey-sur-Lison dans le département du Doubs.

## Histoire
En 1841, le lavoir est construit par l'architecte-ingénieur Jean Baptiste Martin pour en faire un lavoir et un abreuvoir.
Le lavoir, les murs et les sols pavés font l’objet d’une inscription au titre des monuments historiques depuis le 17 juillet 2003.

## Architecture
Le lavoir est un bâtiment rectangulaire de style néoclassique couvert par un toit en zinc. La façade présente cinq travées soutenues par des piliers en pierre. À l'extérieur, les deux murs latéraux sont équipés chacun d'une fontaine encadrée par des ouvertures en arcade. Un abreuvoir borde le bâtiment en face avant en reliant les 2 fontaines.

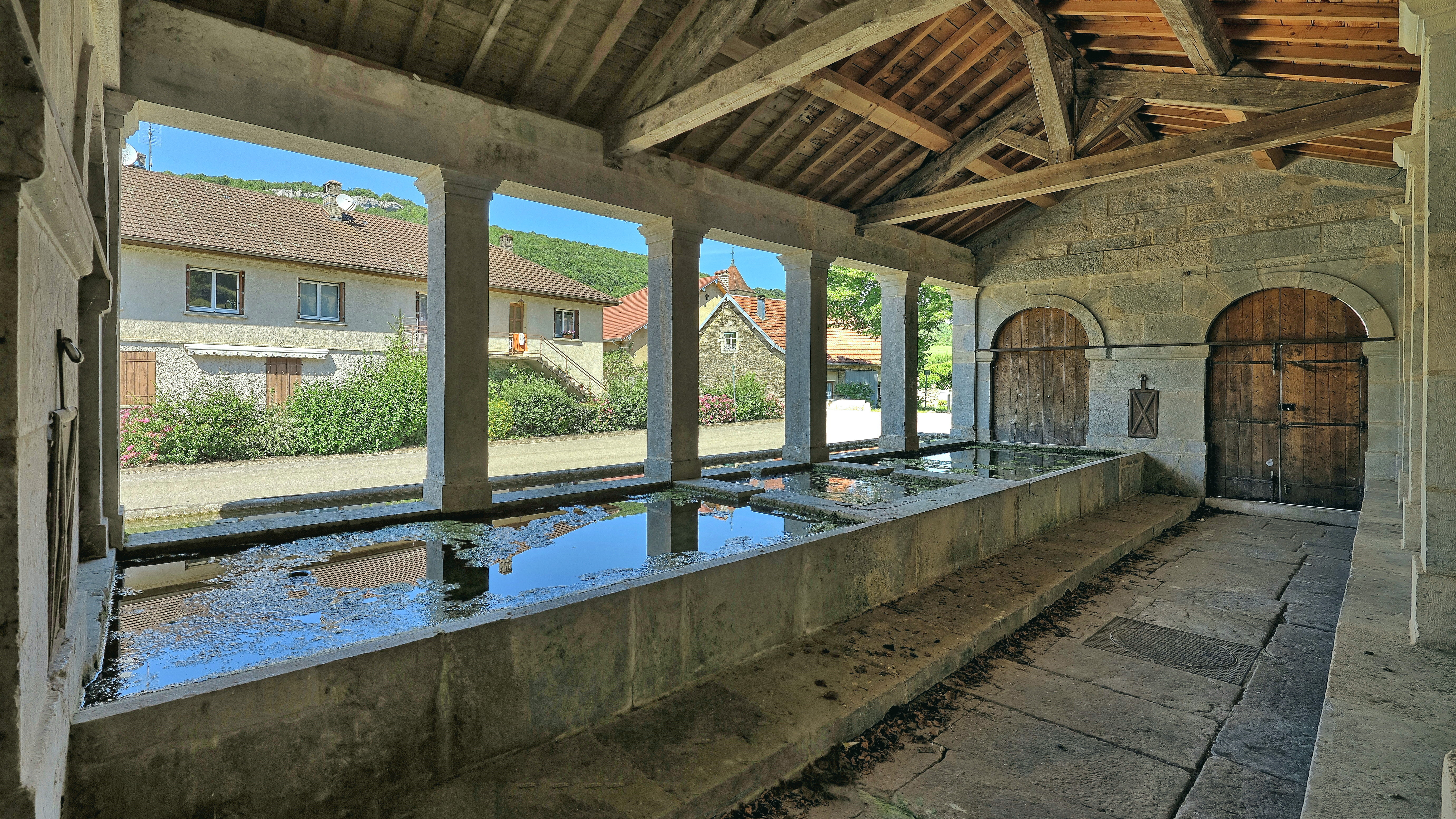
Vue intérieure du lavoir avec les bassins.
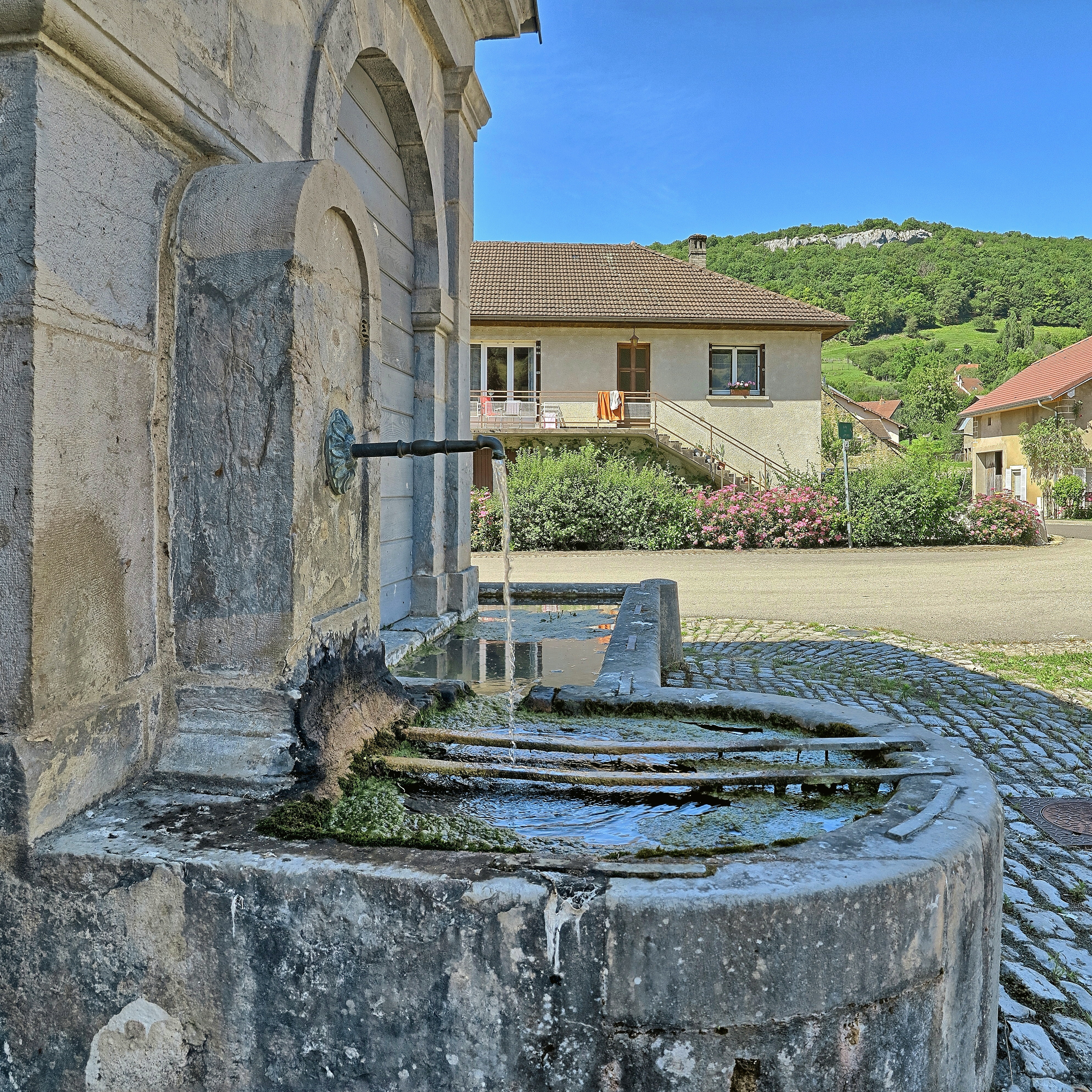
Une des deux fontaines du lavoir.